# Sindon-Gécin
Pour les articles homonymes, voir Sindon.
Gérard Sindon, dit Sindon-Gécin, est un dessinateur canadien né le 24 décembre 1907 à Montréal et mort le 6 août 2000 à Montréal.
Mystique autodidacte et adepte de l'art naïf et primitif, il a produit plus de 1000 dessins à l'encre de Chine et de nombreuses gravures.  D'abord instituteur pendant 35 ans, il a commencé à peindre à l'âge de 49 ans. Plusieurs de ses travaux font partie des collections de musées au Canada et ailleurs.

## Biographie
D'origine modeste, il est d'abord religieux chez les Frères des écoles chrétiennes jusqu'à l'âge d'environ 25 ans alors qu'il devient enseignant laïque à la Commission des Écoles Catholiques de Montréal[réf. à confirmer],. Diplômé en pédagogie de l'école normale Jacques-Cartier et en psychologie de l'Institut St-Georges, il s'intéresse à l'évaluation et à l'adaptation des méthodes pédagogiques aux enfants souffrant de déficience intellectuelle. C'est ainsi qu'il poursuit des études à l'université Columbia à New York. Il marie Jeanne Rho, petite-fille du célèbre peintre Adolphe Rho, un des maîtres d'Ozias Leduc ; il aura trois enfants.

### Découverte de la peinture

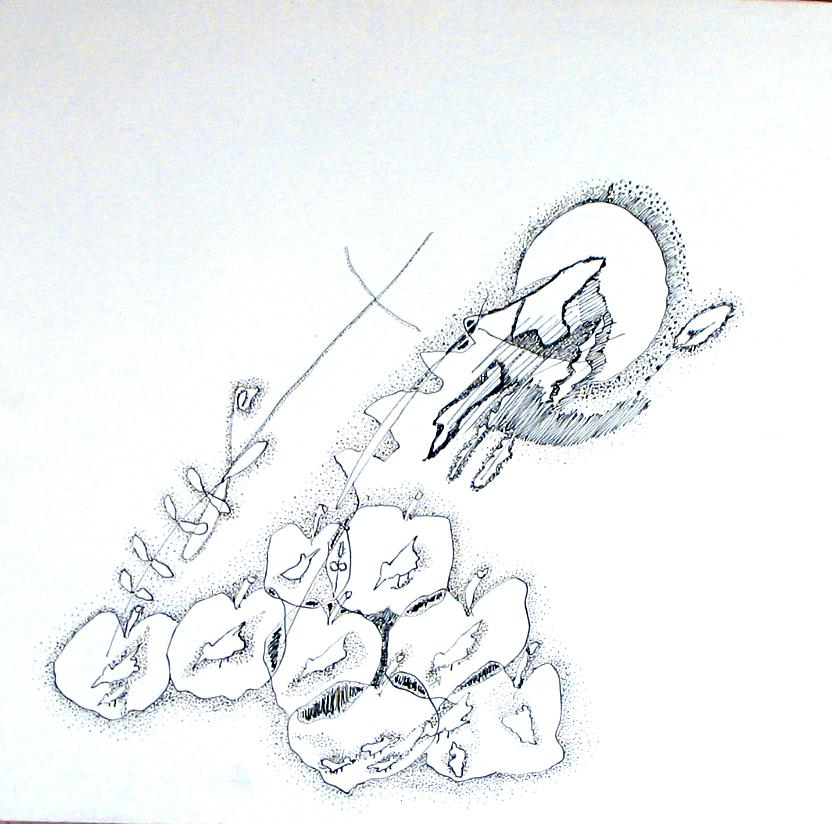
Dessin à l'encre de Chine

Il découvre la peinture en 1956 lorsqu'il rencontra le gardien d'un parc qui peignait dans « sa cabane » pour passer le temps. Il a 49 ans. Après seulement trois cours à l'École des Beaux-Arts, il expérimente divers média pour adopter l'encre de Chine sur papier blanc. Le dessin lui procure un épanouissement qu'il n'a jamais connu auparavant.
C'est un mystique et de temps en temps il se ressource par des séjours à l'Abbaye Notre-Dame du Lac à Oka au Québec. Certains de ses dessins sont d'inspiration religieuse. Claude Daigneault écrit dans Le Soir « son inspiration est religieuse dans une certaine mesure et certains dessins sont imprégnés d'un mysticisme tranquille ». On dit de lui qu'il a le génie de combiner la naïveté d'un enfant avec l'exécution technique digne de la calligraphie japonaise. Pour certains, il illustre le monde de l'inconscient, les chimères, les rêves et les désirs frustrés,.

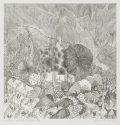
Dessin à l'encre de Chine

Issu de la lignée Saindon, Gérard Sindon prend pour nom de plume Gécin qui provient de l'addition des deux premières syllabes de ses prénom et nom, le s échangé pour un c. Il sera donc connu sous les noms de Sindon-Gécin ou Gécin,.
Lancé en 1960 par la Galerie Dresdnere de Montréal (maintenant fermée), il vend la totalité de ses 33 dessins à sa première exposition. Il exposera par la suite au Canada,, notamment à la Galerie Martin et au Musée d'Art contemporain, aux États-Unis comme au Wadsworth Atheneum Art Museum de Hartford dans le Connecticut, et en Europe.
Il meurt à l'âge de 92 ans le 6 août 2000,.

## Œuvre
Un art naïf et primitif, c'est ainsi que les critiques d'art ont souvent décrit les œuvres du peintre Sindon-Gécin. Spécialiste de l'encre de Chine sur papier blanc, il dessinera plus de 1000 œuvres, dont plusieurs ont été acquises par le Musée des beaux-arts du Canada, le Musée national des beaux-arts du Québec et le Musée des beaux-arts de l'Ontario entre autres.
Son art se prêtant bien à la gravure, il produira plusieurs eaux fortes avec la Guilde Graphique de Montréal. Plusieurs de ses œuvres font partie de la collection d'estampes de la Bibliothèque Nationale du Québec.

## Expositions
- 1960 : Galerie Dresdnere, Montréal[18],[16]
- 1962 : Galerie Dresdnere, Toronto[16]
- 1964 : Galerie Martin, Montréal[16]
- 1965 : Musée d'art Contemporain, Montréal[30],[16]
- 1966 : Musée du Québec, Québec[31],[13]
- 1967 : National Art Gallery, Toronto
- 1968 : Musée de Hartford, Connecticut[22]
- 1968 : Galerie Jolliet, Québec
- 1970 : Musée du Québec, Québec
- 1971 : Galerie Kutter, Luxembourg
- 1971 : Galerie de Bâle, Suisse
- 1971 : Galerie de Milan, Italie
- 1972 : Galerie Desdnere, Toronto
- 1972 : Galerie Gilles Corbeil, Montréal[32]
- 1973 : Galerie Arnaud, France[5],[33],[23]
- 1973 : Galerie Benedek Grenier, Québec[13]
- 1974 : Galerie Morency, Montréal[34]
- 1977 : Rodman Hall, St-Catharines, Ontario[35]
- 1980 : Musée d'Art Contemporain, exposition itinérante à Ottawa[36]
- 1984 : Galerie Samuel Lallouz[37]